# 胡文盃
胡文盃（越南语：／；？—1804年），阮朝佐天仁皇后胡氏華之父。
胡文盃，邊和平安人。早年投身軍伍，為肅直隊長，曾兩次隨同阮世祖阮福映前往望閣城求援。景興四十八年（1787年）秋，又隨同阮福映返回嘉定。回程路上，兵至巴淶，遇到西山兵堅守不出。胡文盃與阮文治等人擄獲西山兵，獲知了西山軍的切口。是夜潛入西山兵營，縱火燒柵，使得西山兵四處潰逃。胡文盃以功陞為屬內該隊，率肃直中五隊。胡文盃跟隨阮福映征討西山，屢獲戰功。嘉隆元年（1802年），陞侍中左一衛尉。該年冬天，又改任欽差屬內掌奇，仍然管領左一衞。嘉隆三年（1804年），跟隨阮福映北巡，返回京城後上疏請致事。不久去世。
嘉隆五年（1806年），胡文盃之女胡氏華被嘉隆帝選為四子阮福晈府妾，後生紹治帝阮福绵宗。
明命七年（1826年），贈胡文盃嚴威將軍上護軍統制。紹治元年（1841年），加贈特進壯武將軍左軍都統府都統掌府事太保，封福國公（越南语：／），諡忠勇。夫人黃氏亦封一品福國夫人。在萬春社立福國公祠祭祀。又追贈胡文盃祖宗四代，別立胡族祠祭祀。嗣德五年（1852年），改胡族祠為裕澤祠。

## 家庭
- 妻：黃氏，一品福國夫人
- 長子：胡文留，蔭封恩騎衛，歷任前鋒營都統制
- 次子：胡文什，官衛尉充一等侍衛，本指婚公主阮福玉珹，但公主在婚前因病去世
- 女：胡氏華，佐天仁皇后